# Vallouise-Pelvoux
Vallouise-Pelvoux est, depuis le 1er janvier 2017, une commune nouvelle française située dans le Briançonnais, dans le département des Hautes-Alpes, en région Provence-Alpes-Côte d'Azur, formée par la réunion des anciennes communes de Vallouise et de Pelvoux.
Elle se trouve dans les Alpes, dans le parc national des Écrins.
C'est un haut lieu de l'alpinisme et des sports de montagne, en toute saison. La station de sports d'hiver de Pelvoux-Vallouise est sur cette commune.
Les habitants de la partie Pelvoux sont nommés Pelvousiens et ceux de la partie Vallouise les Vallouisiens.

## Géographie

### Localisation
Vallouise-Pelvoux est située au cœur du massif des Écrins, dans la vallée de la Vallouise, qui suit les vallées du Gyr et de l'Onde, naissance de la Gyronde. L'accès par la route venant du sud se fait par la vallée de la Haute-Durance. Les villes les plus proches sont l'Argentière la béssée et Briançon.
L'aérodrome le plus proche de Vallouise-Pelvoux est celui de Saint-Crépin.
Les aéroports les plus proches sont ceux de Chambéry (96,6 km), Lyon (LYS) (144,6 km), Nice (NCE) (147,2 km), Genève (GVA) (153 km) et Marseille (MRS) (189,3 km).

### Géologie et relief
Sur son territoire, se trouvent les plus hauts sommets du massif des Écrins : la Barre des Écrins (4 102 mètres), le Dôme de Neige des Écrins (4 015 mètres), L'Ailefroide (3 954 mètres), le Mont Pelvoux (3 946 mètres), le Pic Sans Nom (3 913 mètres), le Pic Coolidge (3 775 mètres), Roche Faurio (3 730 mètres), la Montagne des Agneaux (3 664 mètres), le Pic de Neige Cordier (3 614 mètres), les Bans (3 669 m), la pointe des Bœufs Rouges (3 516 m), le Pic des Aupillous (3 505 m), le Pic de Bonvoisin (3 480 m), le Pic Jocelme (3 458 m), la Pointe de Verdonne (3 328 m), la Pointe de l'Aiglière (3 307 m), la Tête d'Amont de Montbrison (2 815 m). On trouve aussi plusieurs glaciers, dont les principaux sont : Le Glacier Blanc, Le Glacier Noir, Le Glacier du Sélé.

### Hydrographie

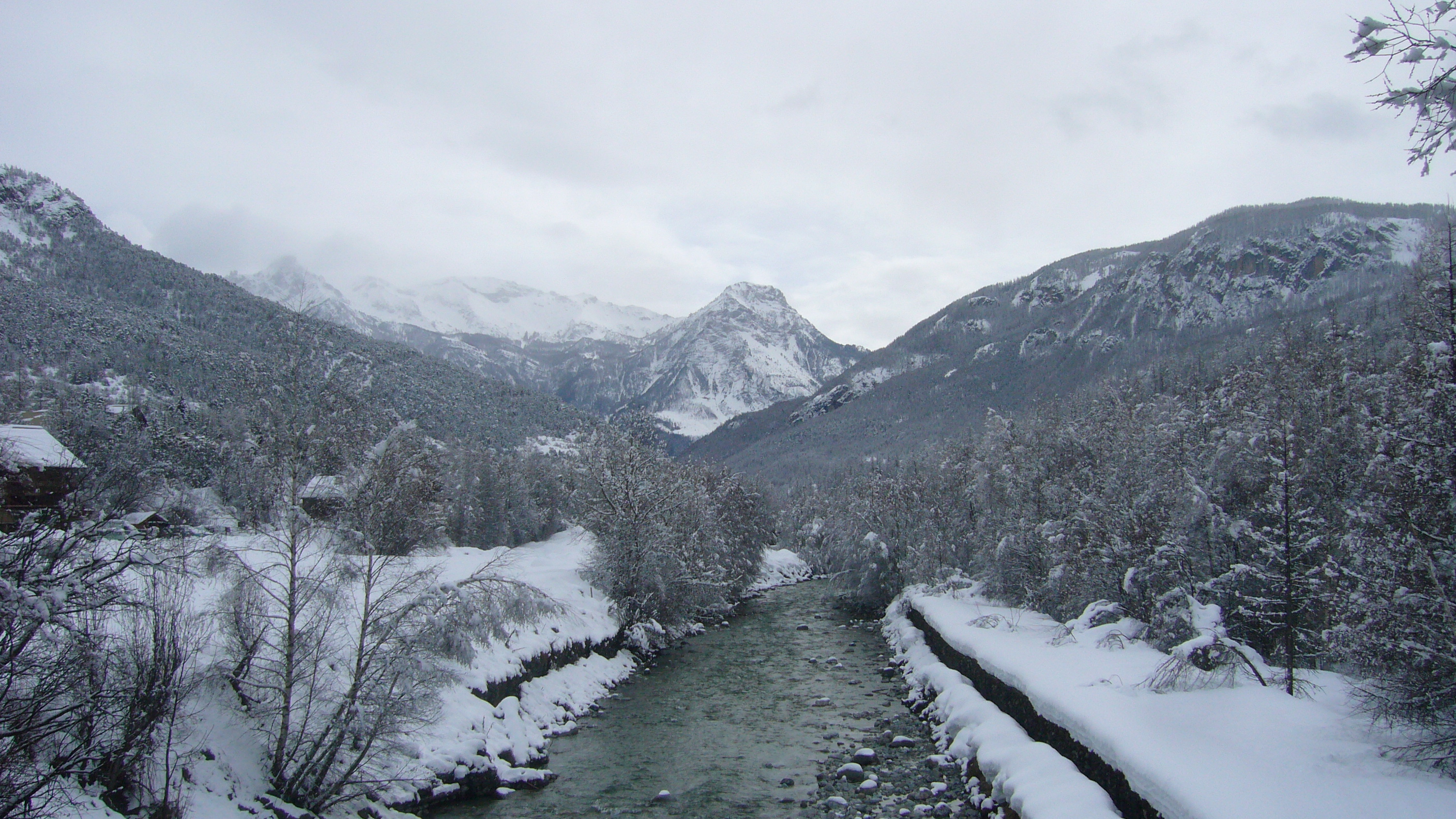
Vallée de l'Onde.

Cette commune regroupe les vallées du Gyr et de l'Onde, qui forment ensuite la Gyronde. Le Gyr résulte de la confluence des torrents de l'Eychauda et d'Ailefroide ; l'Onde résulte de la confluence des torrents des Bans et de la Selle.

### Climat
Pour des articles plus généraux, voir Climat de Provence-Alpes-Côte d'Azur et Climat des Hautes-Alpes.
En 2010, le climat de la commune est de type climat de montagne, selon une étude du Centre national de la recherche scientifique s'appuyant sur une série de données couvrant la période 1971-2000. En 2020, Météo-France publie une typologie des climats de la France métropolitaine dans laquelle la commune est exposée à un climat de montagne ou de marges de montagne et est dans la région climatique Alpes du sud, caractérisée par une pluviométrie annuelle de 850 à 1 000 mm, minimale en été.
Pour la période 1971-2000, la température annuelle moyenne est de 7,4 °C, avec une amplitude thermique annuelle de 17,2 °C. Le cumul annuel moyen de précipitations est de 978 mm, avec 7,8 jours de précipitations en janvier et 6,9 jours en juillet. Pour la période 1991-2020, la température moyenne annuelle observée sur la station météorologique installée sur la commune est de 8,3 °C et le cumul annuel moyen de précipitations est de 928,7 mm. 
La température maximale relevée sur cette station est de 36,8 °C, atteinte le 23 août 2023 ; la température minimale est de −21,8 °C, atteinte le 7 mars 1971,,.
| Mois                                  | jan.           | fév.           | mars             | avril            | mai             | juin          | jui.          | août          | sep.          | oct.          | nov.          | déc.            | année      |
| ------------------------------------- | -------------- | -------------- | ---------------- | ---------------- | --------------- | ------------- | ------------- | ------------- | ------------- | ------------- | ------------- | --------------- | ---------- |
| Température minimale moyenne (°C)     | −5,8           | −5,7           | −2,6             | 0,8              | 4,6             | 7,7           | 9,2           | 9,2           | 6             | 2,7           | −1,5          | −4,7            | 1,7        |
| Température moyenne (°C)              | −0,6           | 0,5            | 4                | 7,3              | 11,4            | 15,4          | 17,6          | 17,4          | 13,4          | 9             | 3,7           | 0,1             | 8,3        |
| Température maximale moyenne (°C)     | 4,7            | 6,6            | 10,6             | 13,8             | 18,2            | 23,1          | 25,9          | 25,5          | 20,7          | 15,3          | 8,8           | 5               | 14,8       |
| Record de froid (°C) date du record   | −19 12.01.1987 | −18 14.02.1991 | −21,8 07.03.1971 | −10,2 07.04.1970 | −4,5 04.05.1967 | −1,6 02.06.06 | 0 13.07.1993  | 0 31.08.1995  | −3 19.09.1994 | −9 29.10.1997 | −15 27.11.10  | −18 31.12.1968  | −21,8 1971 |
| Record de chaleur (°C) date du record | 18,1 30.01.22  | 21,2 27.02.19  | 23,3 30.03.21    | 26,4 08.04.11    | 29,9 22.05.22   | 35,7 27.06.19 | 34,1 18.07.23 | 36,8 23.08.23 | 32,9 05.09.06 | 27,7 12.10.11 | 21,6 10.11.15 | 17,1 04.12.1967 | 36,8 2023  |
| Précipitations (mm)                   | 78,7           | 57,6           | 68               | 70,5             | 77,8            | 66,7          | 46,9          | 54,8          | 78,2          | 109,8         | 123,3         | 96,4            | 928,7      |

| Diagramme climatique                                  |             |            |             |             |             |             |             |           |              |              |           |
| J                                                     | F           | M          | A           | M           | J           | J           | A           | S         | O            | N            | D         |
| 4,7−5,878,7                                           | 6,6−5,757,6 | 10,6−2,668 | 13,80,870,5 | 18,24,677,8 | 23,17,766,7 | 25,99,246,9 | 25,59,254,8 | 20,7678,2 | 15,32,7109,8 | 8,8−1,5123,3 | 5−4,796,4 |
| Moyennes : • Temp. maxi et mini °C • Précipitation mm |             |            |             |             |             |             |             |           |              |              |           |

Les paramètres climatiques de la commune ont été estimés pour le milieu du siècle (2041-2070) selon différents scénarios d'émission de gaz à effet de serre à partir des nouvelles projections climatiques de référence DRIAS-2020. Ils sont consultables sur un site dédié publié par Météo-France en novembre 2022.

## Urbanisme

### Typologie
Vallouise-Pelvoux est une commune rurale,. Elle fait en effet partie des communes peu ou très peu denses, au sens de la grille communale de densité de l'Insee,.
La commune est en outre hors attraction des villes,.

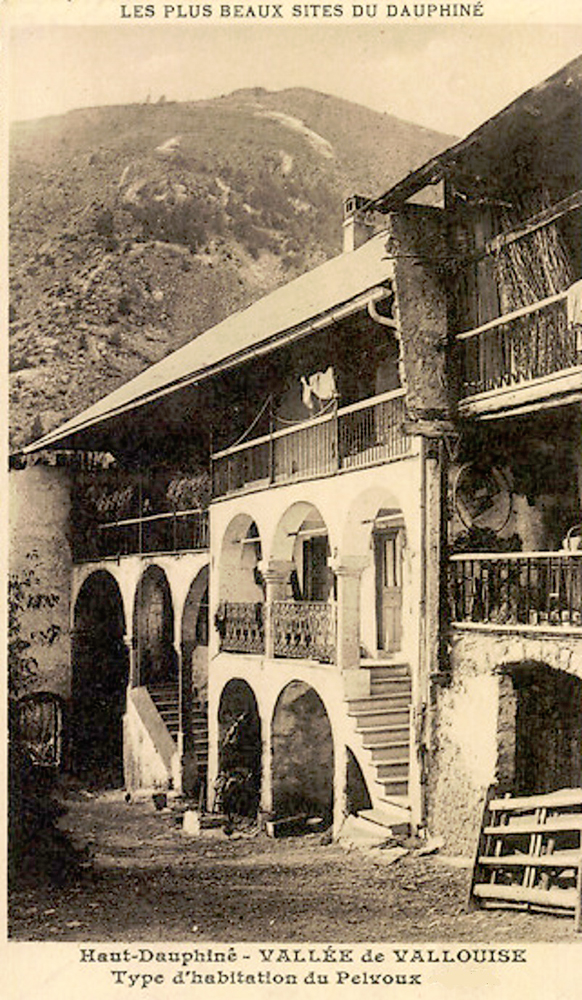
Haut-Dauphiné - Vallée de la Vallouise - Type d'habitation du Pelvoux. Carte postale, vers 1920.

### Morphologie urbaine
Les villages anciens sont souvent bâtis en fond de vallée, et ils comportent des hameaux d'alpage. L'architecture locale est typique de celle de la vallée de la Vallouise.

### Lieux-dits, hameaux et écarts
Les principaux hameaux sont : Ville ou Ville-Vallouise, Rière Pont, le Villard, Puy Aillaud, le Petit Parcher, le Grand Parcher, la Casse, Le Poët, le Sarret, le Fangeas, Saint-Antoine (chef-lieu), les Claux et Ailefroide.

## Toponymie
La commune est née du regroupement des communes de Vallouise et de Pelvoux.

## Histoire
La fusion des anciennes communes de Vallouise et de Pelvoux, demandées par délibérations concordantes de leurs conseils municipaux du 29 juin 2016 afin de bénéficier d'une aide financière accordée par l'État, est entérinée par un arrêté préfectoral du 5 septembre 2016 qui a pris effet le 1er janvier 2017, qui attribue le statut de commune déléguée aux anciennes collecivités. Toutefois, la fusion est rapidement contestée par certains administrés, ce qui aboutit à la démission d'une partie du conseil municipal élu en 2020 et à l'organisation d'élections municipales partielles en septembre 2022, qui voient la victoire de l'équipe menée par Gaëlle Moreau, qui avait déjà battu le maire sortant Jean Conreaux aux élections cantonales de 2021,,.

## Politique et administration

### Rattachements administratifs et électoraux
La commune se trouve depuis sa création dans l'arrondissement de Briançon du département des Hautes-Alpes.
Pour les élections départementales, la commune fait partie du canton de L'Argentière-la-Bessée
Pour l'élection des députés, elle fait partie de la deuxième circonscription des Hautes-Alpes.

### Intercommunalité
Vallouise-Pelvoux est membre, comme l'étaient les anciennes communies fusionnées, de la communauté de communes du Pays des Écrins, un établissement public de coopération intercommunale (EPCI) à fiscalité propre créé fin 2000 et auquel la commune a transféré un certain nombre de ses compétences, dans les conditions déterminées par le code général des collectivités territoriales.

### Administration municipale
La mairie de la commune est située dans le hameau de Saint-Antoine, le hameau où se trouvait l'ancienne mairie de Pelvoux.
Jusqu'aux élections municipales de 2020, le conseil municipal est constitué de 19 membres, c'est-à-dire de l'ensemble des conseillers municipaux des anciennes communes. Lors du mandat 2020-2026, ce nombre reste fixé à 19, y compris le maire et ses adjoints.

### Liste des maires
| Période        | Période                  | Identité      | Étiquette | Qualité |
| -------------- | ------------------------ | ------------- | --------- | --- |
| janvier 2017   | septembre 2022,          | Jean Conreaux | LR        | Chef d'entreprise Maire de l'ex-commune de Vallouise (2008 → 2016) Conseiller départemental de l'Argentière-la-Bessée (2015 → 2021) Mandat écourté par la démission d'une partie du conseil municipal. |
| septembre 2022 | En cours (au 4 mai 2023) | Gaëlle Moreau | DVG       | Commerçante ou assimilée Conseillère départementale de l'Argentière-la-Bessée (2021 → ) |

### Communes déléguées
| Nom             | Code Insee | Intercommunalité      | Superficie (km2) | Population (dernière pop. légale) | Densité (hab./km2) |
| --------------- | ---------- | --------------------- | ---------------- | --------------------------------- | ------------------ |
| Pelvoux (siège) | 05101      | CC du Pays des Ecrins | 76,23            | 477 (2014)                        | 6,3                |
| Vallouise       | 05175      | CC du Pays des Ecrins | 68,58            | 758 (2014)                        | 11                 |

## Équipements et services publics

### Enseignement
La commune dépend de l'académie d'Aix-Marseille.
Lors de la création de la commune nouvelle, les élus décident  que les enfants sont scolarisés dans une école située à Vallouise.

### Santé
L'hôpital le plus proche est celui de Briançon.

## Population et société

### Démographie
La population des anciennes communes puis de la commune nouvelle est connue par les recensements menés régulièrement par l'Insee. Ces chiffres concernent le territoire de l'actuelle commune nouvelle.
En 2025, la commune nouvelle comptait 1 133 habitants.
| 1968 | 1975 | 1982 | 1990 | 1999  | 2008  | 2013  | 2019  |
| ---- | ---- | ---- | ---- | ----- | ----- | ----- | ----- |
| 727  | 763  | 860  | 958  | 1 041 | 1 177 | 1 230 | 1 154 |

### Sports  et loisirs
De multiples sports, notamment de plein air, se pratiquent sur le territoire de la commune.
Ce site est un haut lieu de l'alpinisme et de la randonnée en montagne. Il est également possible de faire de l'escalade, du canoë-kayak, etc.

Pour le ski alpin, elle accueille le domaine de la station de sports d'hiver Pelvoux-Vallouise.

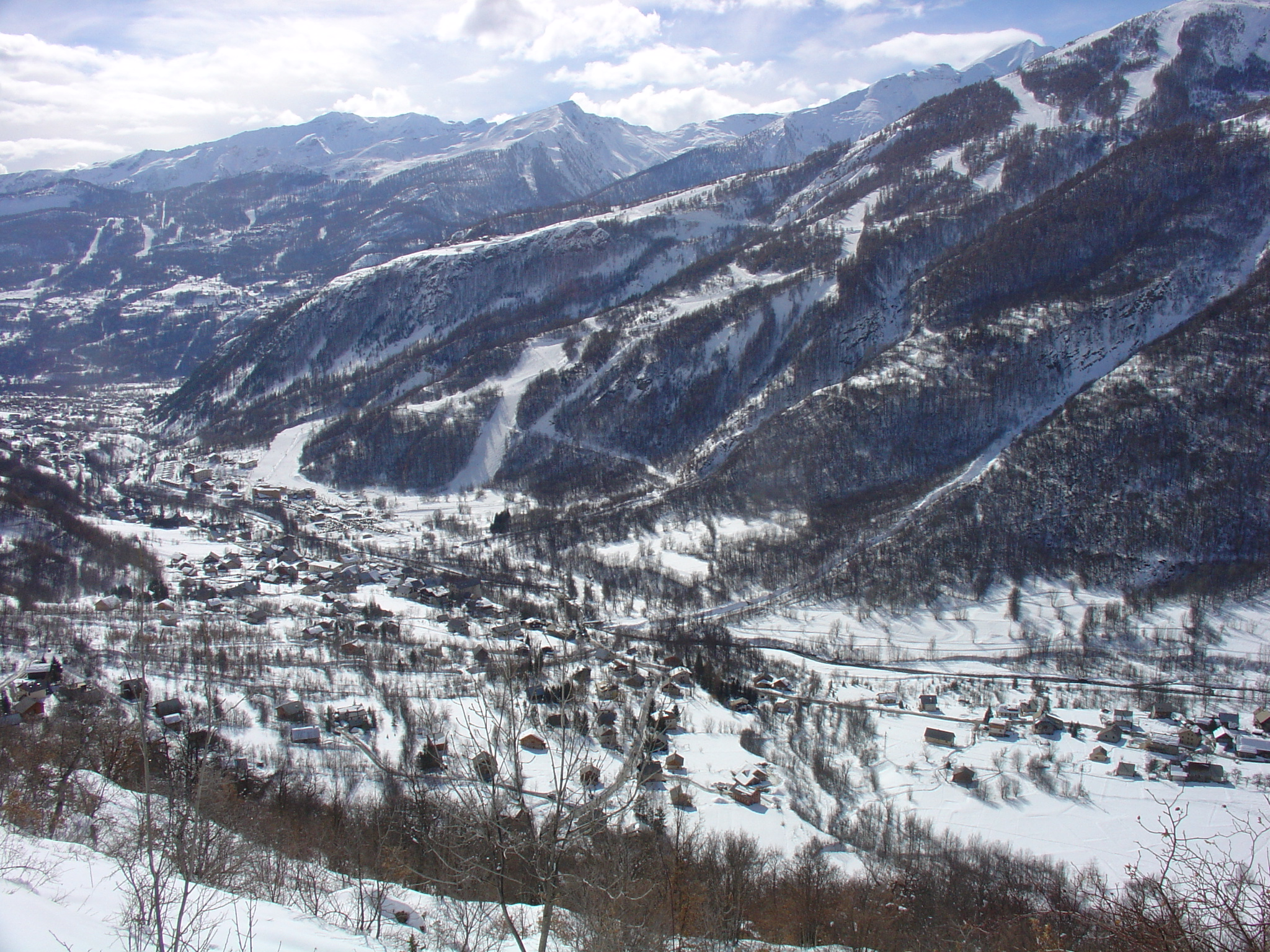
Les stations de sports d'hiver de Pelvoux-Vallouise et Puy-Saint-Vincent vues des chalets de Chambran.

## Économie
Il convient de se reporter aux articles consacrés aux anciennes communes fusionnées.

## Culture locale et patrimoine
- Chapelle Saint-Sébastien du Villard. L'édifice a été inscrit au titre des monuments historiques en 1992[24].
- Église Saint-Étienne de Vallouise. L'édifice a été classé au titre des monuments historiques en 1913[25].
- Chapelle des Pénitents de Vallouise. Elle est inscrite à l'Inventaire général du patrimoine culturel[26].
- Chapelle Notre-Dame de Béassac. Elle est inscrite à l'Inventaire général du patrimoine culturel[27].
- Chapelle Notre-Dame-de-Bon-Secours d'Ailefroide.
- Chapelle Notre-Dame-des-Sept-Douleurs du Fangeas.
- Chapelle Saint-André-et-Sainte-Lucie du Grand-Parcher. L'édifice a été inscrit au titre des monuments historiques en 1997[28].
- Chapelle Sainte-Anne-et-Sainte-Agathe de Puy Aillaud. Elle est inscrite à l'Inventaire général du patrimoine culturel[29].
- Chapelle Sainte-Barbe des Claux.
- Chapelle Sainte-Lucie du Petit Parcher.
- Chapelle Saint-Genest de Vallouise. Elle est inscrite à l'Inventaire général du patrimoine culturel[30].
- Chapelle Saint-Jean de Puy Aillaud.
- Chapelle Saint-Joseph du Sarret.
- Chapelle Saint-Pancrace du Poët. Elle est inscrite à l'Inventaire général du patrimoine culturel[31].
- Église Saint-Antoine de Saint-Antoine. Elle est inscrite à l'Inventaire général du patrimoine culturel[32].
- Chapelle Saint-Jean-Baptiste de Chambran. Elle est inscrite à l'Inventaire général du patrimoine culturel[33].

La commune bénéficie d'un patrimoine naturel de qualité, avec de vastes espaces naturels et des zones protégées : parc national des Écrins, réserves naturelles, zones Natura 2000. Son patrimoine architectural et culturel est également remarquable. Les villages et hameaux des vallées présentent une architecture vernaculaire typique de la vallée de la Vallouise.